# French Tech

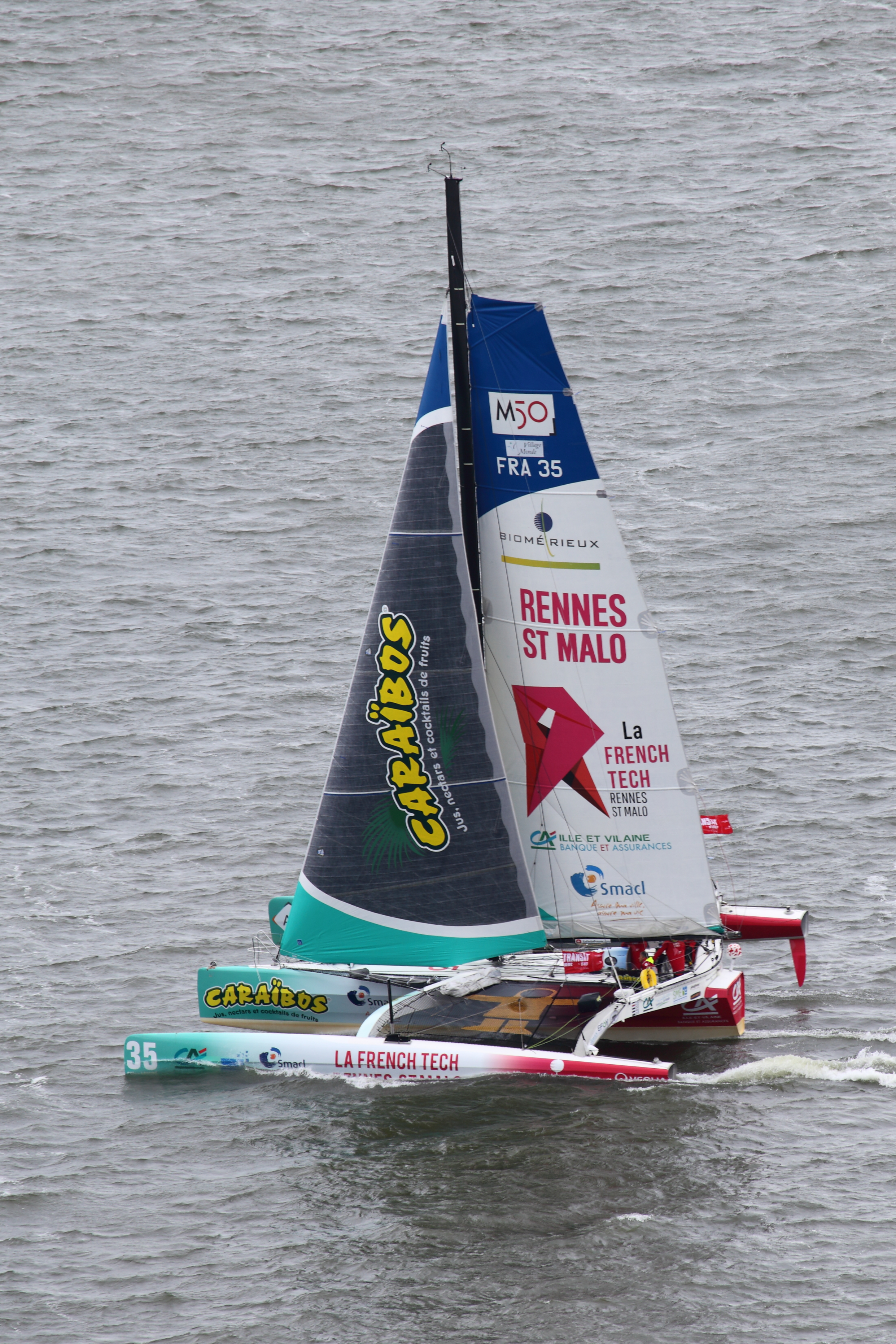
French Tech

French Tech este o etichetă franceză acordată centrelor metropolitane recunoscute pentru ecosistemul lor de startup, precum și un brand comun care poate fi folosit de companiile inovatoare franceze.
French Tech urmărește, în special, să ofere o identitate vizuală puternică întreprinderilor franceze, precum și să încurajeze schimburile între ele.
Această etichetă a fost creată în 2013 de către guvernul francez.